# 83
83（八十三、はちじゅうさん、やそじあまりみつ）は自然数、また整数において、82の次で84の前の数である。

## 性質
- 83は23番目の素数である。1つ前は79、次は89。
  - 約数の和は84。
- 83 = 83 + 0 × ω (ωは1の虚立方根)
  - a + 0 × ω (a > 0) で表される12番目のアイゼンシュタイン素数である。1つ前は71、次は89。
- 83 = 83 + 0 × i (iは虚数単位)
  - a + 0 × i (a > 0) で表される13番目のガウス素数である。1つ前は79、次は103。
  - ガウス素数かつアイゼンシュタイン素数である6番目の素数。1つ前は71、次は107。
- 9番目のソフィー・ジェルマン素数である。1つ前は53、次は89。
- 7番目の安全素数である。1つ前は59、次は107。
  - ソフィー・ジェルマン素数かつ安全素数である4番目の素数である。1つ前は23、次は179。(オンライン整数列大辞典の数列 A59455)
- 9番目のスーパー素数である。1つ前は67、次は109。
- 7番目の 8n + 3 型の素数であり、この類の素数は x2 + 2y2 と表せるが、83 = 92 + 2 × 12 である。1つ前は67、次は107。
- 3 と 8 を使った最小の素数である。次は383。ただし単独使用を可とするなら1つ前は3。(オンライン整数列大辞典の数列 A020464)
  - 83…3 の形の最小の素数である。次は83333333。(オンライン整数列大辞典の数列 A093676)
  - 8…83 の形の最小の素数である。次は883。(オンライン整数列大辞典の数列 A093166)
- 83 = 34 + 2
  - n = 4 のときの 3n + 2 の値とみたとき1つ前は29、次は245。(オンライン整数列大辞典の数列 A168607)
    - 83 = 14 + 14 + 34
    - 3n + 2 の形の5番目の素数である。1つ前は29、次は6563。(オンライン整数列大辞典の数列 A057735)

  - 83 = 92 + 2
    - n = 2 のときの 9n + n の値とみたとき1つ前は10、次は732。(オンライン整数列大辞典の数列 A226202)
- 1/83 = 0.01204819277108433734939759036144578313253… (下線部は循環節で長さは41)
  - 逆数が循環小数になる数で循環節が41になる最小の数である。循環節が1つ前の40になる最小の数は2993、次の42になる最小の数は49。(オンライン整数列大辞典の数列 A003060)[1]。また、循環節が41になる次の数は166である。
  - 素数pの逆数の循環節の長さが(p-1)/2になる7番目の数である。1つ前は71、次は89。(オンライン整数列大辞典の数列 A097443)

- 3つの連続した素数の和で表せる9番目の数である。1つ前は71、次は97。
83 = 23 + 29 + 31
  - 3つの連続した素数の和で表せる6番目の素数である。1つ前は71、次は97。
- 7番目のオイラー素数である。1つ前は71、次は97。
- 5つの連続した素数の和で表せる5番目の数である。1つ前は67、次は101。
83 = 11 + 13 + 17 + 19 + 23
  - 5つの連続した素数の和で表せる3番目の素数である。1つ前は67、次は101。
- 83 = 32 + 52 + 72
  - 3連続素数の平方和で表せる2番目の数である。1つ前は38、次は195。
    - 3連続素数の平方和で表せる唯一の素数である。この数以降の3連続素数の平方和はすべて3の倍数になる。

  - 3連続奇数の平方和で表せる数である。1つ前は35、次は155。
  - 異なる3つの素数の平方の和1通りで表せる最小の素数である。次は179(= 32 + 72 + 112)。
  - 異なる3つの平方数の和1通りで表せる25番目の数である。1つ前は81、次は84。(オンライン整数列大辞典の数列 A025339)
  - n = 2 のときの 3n + 5n + 7n の値とみたとき1つ前は15、次は495。(オンライン整数列大辞典の数列 A074552)
  - 83 = 12 + 12 + 92 = 32 + 52 + 72
    - 3つの平方数の和2通りで表せる13番目の数である。1つ前は77、次は90。(オンライン整数列大辞典の数列 A025322)
- 各位の和が11になる7番目の数である。1つ前は74、次は92。
  - 各位の和が11になる数で素数になる3番目の数である。1つ前は47、次は137。(オンライン整数列大辞典の数列 A106754)

## その他 83 に関すること
- 原子番号 83 の元素は、ビスマス (Bi)。
- 第83代天皇は、土御門天皇。
- 第83代内閣総理大臣は、橋本龍太郎。
- 第83代ローマ教皇はコノン（在位：686年10月21日～687年9月21日）である。
- 1月1日から数えて83日目は、3月24日(平年)。
- バーコード規格、EAN の国コード83は、イタリア。
- 第83航空隊は、航空自衛隊南西航空混成団の航空隊。
- 83会は、2005年衆院選挙で初当選した自民党議員の会。
- 83+ は、筑波大学出身の映像作家グループ[2]。
- 赤字83線は、国鉄諮問委員会が廃止を促した日本国有鉄道のローカル線。
- キ83は、大日本帝国陸軍の試作戦闘機。
- XP-83は、アメリカ陸軍航空軍の試作戦闘機。
- クルアーンにおける第83番目のスーラは量を減らす者である。
- 83がHCで”Heil Christ”を表し、白人至上主義に結びつけられる[3]。88が”Heil Hitler”である。